# Liste des députés de la 36e législature du Parlement de Finlande

Cet article liste les députés de la 36e législature du Parlement de Finlande.
Ces députés ont été élus lors des élections législatives finlandaises de 2011.

## Majorité

### Parti de la coalition nationale
- Alexander Stubb
- Jyrki Katainen, remplacé par Elina Lepomäki en 2014.
- Ben Zyskowicz
- Paula Risikko
- Jan Vapaavuori
- Petteri Orpo
- Anne-Mari Virolainen
- Sofia Vikman
- Ilkka Kanerva
- Sari Sarkomaa
- Henna Virkkunen, remplacée par Mikael Palola en 2014.
- Jyri Häkämies, remplacé par Anu Urpalainen en 2012
- Arto Satonen
- Timo Heinonen
- Sampsa Kataja
- Pertti Hemmilä
- Pertti Salolainen
- Kimmo Sasi
- Outi Mäkelä
- Jaana Pelkonen
- Kari Tolvanen
- Sanni Grahn-Laasonen
- Lenita Toivakka
- Pekka Ravi
- Pauli Kiuru
- Kalle Jokinen
- Heiki Autto
- Lasse Männistö
- Leena Harkimo
- Tapani Mäkinen
- Harri Jaskari
- Jukka Kopra
- Sinuhe Wallinheimo
- Raija Vahasalo
- Eero Lehti
- Anne Holmlund
- Markku Mäntymaa
- Janne Sankelo
- Pia Kauma
- Esko Kurvinen
- Eero Suutari
- Markku Eestilä
- Marjo Matikainen-Kallström
- Sanna Lauslahti

### Parti social-démocrate de Finlande
- Lauri Ihalainen
- Maria Guzenina
- Heli Paasio
- Jutta Urpilainen
- Hanna Tainio
- Erkki Tuomioja
- Eero Heinäluoma
- Katja Taimela
- Mikael Jungner
- Saara Karhu
- Anneli Kiljunen
- Susanna Huovinen
- Pia Viitanen
- Krista Kiuru
- Riitta Myller
- Johannes Koskinen
- Maarit Feldt-Ranta
- Miapetra Kumpula-Natri, remplacée par Harry Wallin en 2014.
- Kristiina Salonen
- Johanna Ojala-Niemelä
- Jukka Gustafsson
- Tarja Filatov
- Kari Rajamäki
- Ilkka Kantola
- Jouni Backman
- Sirpa Paatero
- Tytti Tuppurainen
- Mika Kari
- Jouko Skinnari
- Rakel Hiltunen
- Antti Lindtman
- Pauliina Viitamies
- Päivi Lipponen
- Jukka Kärnä
- Merja Kuusisto
- Matti Saarinen
- Tuula Väätäinen
- Raimo Piirainen
- Suna Kymäläinen
- Eeva-Johanna Eloranta
- Tuula Peltonen
- Merja Mäkisalo-Ropponen

### Ligue verte
- Osmo Soininvaara
- Tuija Brax
- Anni Sinnemäki, remplacée par Johanna Sumuvuori en 2015.
- Pekka Haavisto
- Oras Tynkkynen
- Ville Niinistö
- Outi Alanko-Kahiluoto
- Jani Toivola
- Johanna Karimäki
- Satu Haapanen

### Parti populaire suédois de Finlandeet député deÅland
- Stefan Wallin
- Anna-Maja Henriksson
- Thomas Blomqvist
- Christina Gestrin
- Ulla-Maj Wideroos
- Mats Nylund
- Lars Erik Gästgivars
- Astrid Thors, remplacée par Jörn Donner en septembre 2013.
- Mikaela Nylander
- Elisabeth Nauclér (Åland)

### Chrétiens-démocrates
- Päivi Räsänen
- Peter Östman
- Sari Palm
- Jouko Jääskeläinen
- Sauli Ahvenjärvi
- Leena Rauhala

## Opposition

### Vrais Finlandais
- Timo Soini
- Jussi Halla-aho, remplacé par Mika Raatikainen en 2014.
- Kike Elomaa
- Laila Koskela
- Lea Mäkipää
- Pentti Oinonen
- Vesa-Matti Saarakkala
- Reijo Hongisto
- Ari Jalonen
- Anssi Joutsenlahti
- Pertti Virtanen
- Olli Immonen
- Lauri Heikkilä
- Anne Louhelainen
- Reijo Tossavainen
- Ville Vähämäki
- James Hirvisaari
- Jari Lindström
- Juho Eerola
- Ismo Soukola
- Kauko Tuupainen
- Jussi Niinistö
- Maria Lohela
- Osmo Kokko
- Martti Mölsä
- Tom Packalén
- Kimmo Kivelä
- Pentti Kettunen
- Pirkko Mattila
- Pirkko Ruohonen-Lerner
- Teuvo Hakkarainen
- Hanna Mäntylä
- Johanna Jurva
- Pietari Jääskeläinen
- Juha Väätäinen
- Maria Tolppanen
- Mika Niikko
- Kaj Turunen
- Arja Juvonen

### Parti du centre
- Tapani Tölli
- Anne Kalmari
- Mari Kiviniemi, remplacée par Terhi Peltokorpi en 2014.
- Paula Lehtomäki
- Mauri Pekkarinen
- Kimmo Tiilikainen
- Seppo Kääriäinen
- Antti Rantakangas
- Elsi Katainen
- Tuomo Puumala
- Mirja Vehkaperä
- Lasse Hautala
- Anu Vehviläinen
- Inkeri Kerola
- Esko Kiviranta
- Mikko Savola
- Sirkka-Liisa Anttila
- Jari Leppä
- Juha Sipilä
- Juha Rehula
- Arto Pirttilahti
- Timo Korhonen
- Eero Reijonen
- Timo Kalli
- Ari Torniainen
- Mika Lintilä
- Katri Komi
- Eeva Maria Maijala
- Annika Saarikko
- Aila Paloniemi
- Mikko Alatalo
- Markku Rossi
- Antti Kaikkonen
- Simo Rundgren
- Markus Lohi

### Alliance de gauche
Après avoir soutenu le gouvernement Katainen depuis 2011, l'Alliance de gauche est passée dans l'opposition en avril 2014.
- Paavo Arhinmäki
- Merja Kyllönen, remplacée par Katja Hänninen en 2014.
- Annika Lapintie
- Martti Korhonen
- Risto Kalliorinne
- Silvia Modig
- Anna Kontula
- Anna-Kaisa Pekonen
- Eila Tiainen
- Kari Uotila
- Jari Myllykoski
- Erkki Virtanen
- Jyrki Yrttiaho
- Markus Mustajärvi